# (6423) Harunasan
(6423) Harunasan est un astéroïde de la ceinture principale.

## Description
(6423) Harunasan est un astéroïde de la ceinture principale. Il fut découvert le 13 février 1994 à Oizumi par Takao Kobayashi. Il présente une orbite caractérisée par un demi-grand axe de 3,00 UA, une excentricité de 0,19 et une inclinaison de 11,1° par rapport à l'écliptique.

## Compléments